# Кобрин, Александр Евгеньевич
Александр Евгеньевич Кобрин (род. 20 марта 1980, Москва) — российский пианист.
Ещё учеником Московской средней специальной музыкальной школе имени Гнесиных участвовал в различных российских и международных музыкальных программах — в частности, в Международном фестивале в честь 100-летия Сергея Прокофьева (1991, Италия).
Окончил Московскую консерваторию по классу Льва Наумова. В студенческие годы стал одним из победителей Московского фестиваля молодых пианистов имени Нейгауза (1998), победителем Шотландского международного конкурса пианистов (1998) и Международного конкурса пианистов имени Бузони (1999), обладателем третьей премии Международного конкурса пианистов имени Шопена (2000). В 2003 г. Кобрину была присуждена вторая премия (в отсутствие первой) на Международном конкурсе пианистов в Хамамацу (Япония). Наконец, в 2005 г. Александр Кобрин выиграл Международный конкурс пианистов имени Вана Клиберна.
Кобрин широко гастролирует по миру. Среди осуществлённых им записей — произведения Шопена, Брамса, Рахманинова.